# Новоалексеевка (Красноярский край)
Новоалексе́евка — деревня в Манском районе Красноярского края, входит в состав Унгутского сельсовета.

## География
Деревня находится на расстоянии примерно 25 км (по прямой) к юго-западу от села Шалинское, административного центра района.

### Климат
Климат резко континентальный с холодной, продолжительной зимой и коротким жарким летом. Средние температуры июля и августа не опускаются ниже 17,6 °С. Периоды с температурой выше 0 и 10 °С имеют продолжительность, соответственно 183 и 103 дня. Длительность безморозного периода не превышает 83 дня. Относительная влажность воздуха довольно высокая. Средняя температура января −18,2 °С, июля +19,1 °С. Абсолютный минимум температур — 53 °С, максимум +36 °С. Среднее количество осадков, выпадающих с ноября по март — 85 мм, с апреля по октябрь — 369 мм. Появление устойчивого снежного покрова приходится на октябрь — ноябрь. Средняя дата образования устойчивого снежного покрова 2 ноября. Средняя высота снежного покрова за зиму 29 см.

## История
Основана в 1907 году. В 1926 году в деревне был учтён 331 житель, преимущественно белорусы. Альтернативное название — Ингут.

## Население
| 2010 |
| ---- |
| 4    |

### Национальный состав
Согласно результатам переписи 2002 года, в национальной структуре населения русские составляли 79 % из 19 чел.